# Pauly D

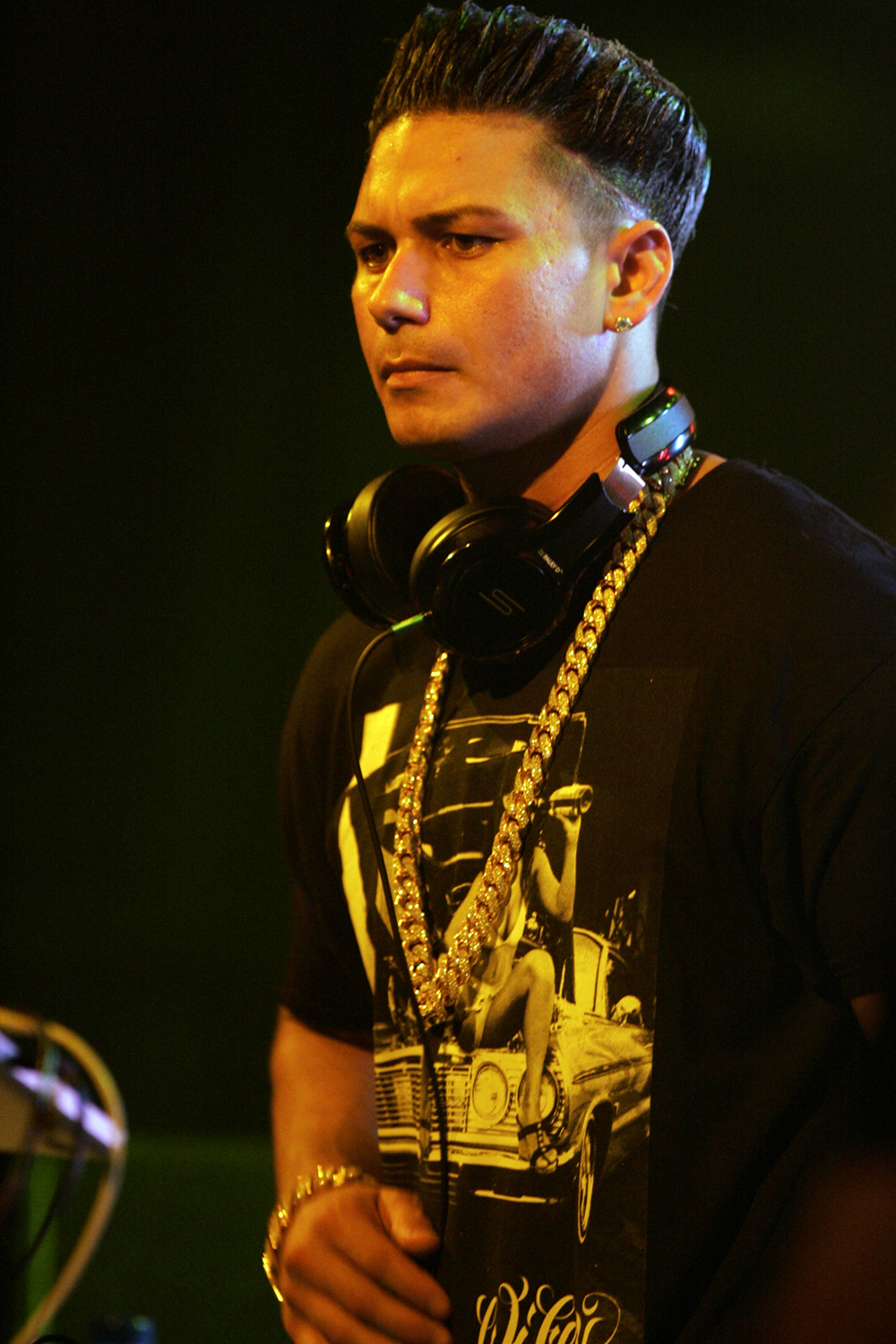
Paul DelVecchio

Paul DelVecchio (Providence, Rhode Island, 5 juli 1980), ook bekend onder namen als DJ Pauly D of simpelweg Pauly D, is een Amerikaanse televisiepersoonlijkheid en professionele dj. DelVecchio staat bekend om zijn rol in de MTV-serie Jersey Shore. In augustus 2011 kondigde hij een deal van drie albums aan met 50 Cent's G-Unit Records en G-Note Records. Dit werd later ook bevestigd door 50 Cent zelf.

## Jeugd
Pauly DelVecchio werd geboren en getogen in Johnston, Rhode Island. Hij woonde daar met zijn vader, moeder en jongere halfzusje Brianna. Hij begon naarmate hij ouder werd een carrière als lokale dj onder de artiestennaam Pauly D. Een van zijn idolen is DJ AM.

## Carrière

### Jersey Shore
DelVecchio werd in 2009 gevraagd voor de serie Jersey Shore. Volgens hem had dat niets te maken met zijn muziek, maar kreeg hij een MySpace-berichtje toen de organisatie zijn look goed vond. Hij verklaarde dat hij daarna werd gebeld en dat er een afspraak werd gemaakt om hem een dag te laten filmen terwijl hij met dagelijkse bezigheden bezig was, zoals naar de sportschool gaan en onder de zonnebank liggen. Zes maanden later kreeg hij de rol. Hij was een van de populairste rollen in de show, wat resulteerde in de Teen Choice Award die hij in 2011 won.

### Jersey Shore spin-off
DJ Pauly D is het eerste Jersey Shore lid die een eigen show krijgt. The DJ Pauly D Project. De show gaat over DJ Pauly D die een transformatie doormaakt van Jersey Shore lid tot wereld-dj. In de show gaat hij onder meer naar Las Vegas waar hij verschillende keren optreedt.

### Muziekcarrière
In 2010 bracht hij een eigen liedje uit dat werd uitgebracht via iTunes. Het heette Beat Dat Beat (It's Time To), maar werd geen groot succes. Het werd door Matthew Wilkening als nummer 1 in de 100 Slechtste Songs Ooit van AOL Radio getipt. Hij werd wel genomineerd voor 'Amerika's beste DJ' in 2010 en 2011. Hij heeft in augustus 2011 aangekondigd een deal van drie albums gesloten te hebben onder 50 Cent's platenmaatschappij. Ook zal hij een koptelefoon uitbrengen. Delvecchio heeft ook in Britney Spears' voorprogramma gestaan in haar Femme Fatale tour door Noord-Amerika. In 2012 had hij een hit met Night Of My Life samen met Dash. Op 15 januari 2013 heeft hij een single uitgebracht genaamd Back To Love samen met Jay Sean. 
- Biblioteca Nacional de España: XX5050292
- MusicBrainz: 25b98424-a0c2-4f0c-98b9-2a8b00560bc2
- Virtual International Authority File: 169706429
- WorldCat: E39PBJyrV4FKgQbFfK8fJMhyh3